# Rouge Parole
Rouge Parole è un film documentario del 2011 diretto da Elyes Baccar.
L'opera documenta il periodo vissuto in Tunisia fra il 18 gennaio e la fine di febbraio 2011 noto come la Rivoluzione dei Gelsomini.
Il film ha vinto il premio per il miglior documentario "Finestre sul mondo" all'edizione 2012 del Festival del Cinema Africano, d'Asia e America Latina di Milano.

## Trama
L'insurrezione del popolo tunisino, iniziata il 17 dicembre 2010 con il suicidio di Mohamed Bouazizi, portò alle dimissioni e alla fuga del presidente Ben Ali.
Per realizzare il documentario e testimoniare le vite dei protagonisti della rivolta, Elyes Baccar ha viaggiato attraverso diverse città e regioni della Tunisia con l'intenzione di mostrare gli avvenimenti che hanno cambiato la storia del paese da vari punti di vista, utilizzando anche registrazioni amatoriali. 

## Riconoscimenti
- 2012 - Festival del Cinema Africano, d'Asia e America Latina di Milano
  - Miglior documentario Finestre sul mondo